# William F. Buckley, Jr.
Pour les articles homonymes, voir Buckley (homonymie).
Cet article possède un paronyme, voir William Buckley.
William Frank Buckley, Jr., né le 24 novembre 1925 et mort le 27 février 2008, est un essayiste et journaliste conservateur américain. Il a fondé la National Review en 1955 et présenté 1 429 numéros de l'émission télévisée Firing Line de 1966 à 1999.

## Biographie
Son père est originaire du Texas et sa mère de La Nouvelle-Orléans. Son père est d'ascendance canadienne-anglaise et irlandaise, tandis que sa mère est d'ascendance suisse, allemande et irlandaise. William Buckley vit à Paris lorsqu'il commence sa scolarité à l'école primaire, poursuit ses études à Londres avant de retourner plus tard aux États-Unis. Il parle couramment le français ainsi que l'espagnol.
Il prend part dans les années 1950 à la « chasse aux sorcières » promue par Joseph McCarthy contre les personnes soupçonnées de sympathies communistes. Il dénonce ainsi plusieurs de ses collègues universitaires. Il est à cette époque un admirateur du dictateur espagnol Francisco Franco.
En 1954, Buckley et son beau-frère L. Brent Bozell Jr. co-écrivent un livre, McCarthy and His Enemies. Bozell travaille avec Buckley à The American Mercury au début des années 1950 lorsqu'il a été édité par William Bradford Huie. Le livre défend le sénateur Joseph McCarthy comme un patriote en croisade contre le communisme et affirme que « le McCarthysme ... est un mouvement autour duquel les hommes de bonne volonté et d'une dure moralité peuvent resserrer les rangs ». Buckley et Bozell décrivent McCarthy comme une réponse aux communistes et à leur « ambition d'occuper le monde ». Ils déclarèrent par la suite qu'il était souvent « coupable d'exagération » mais pensaient que la cause qu'il poursuivait était juste.
À cette époque, il défend l'Espagne comme un allié des États-Unis et considère Francisco Franco comme un héros et un champion contre l'anarchie et le communisme. Cependant, il critique sa dictature continue et son échec à développer un règne légitime. Il appelle à la restauration de la monarchie des Bourbons,.
Le principal apport intellectuel de Buckley fut de rapprocher le conservatisme politique américain traditionnel du libertarianisme, dégageant le terrain pour le conservatisme américain moderne d'un Barry Goldwater, candidat à la présidentielle, ou de Ronald Reagan. Plus tard, Buckley encouragea les conservateurs à soutenir la baisse des taxes, un gouvernement réduit, des budgets en équilibre et moins de dépenses pour des guerres à l'extérieur.
Il prit cependant ses distances avec George W. Bush, ne croyant pas en la victoire des troupes américaines en Irak et s’inquiétant de la présence de fondamentalistes religieux dans l'entourage du président. Il lui reproche aussi de ne pas être un « vrai conservateur ».
Buckley fut connu du public par son livre God and Man at Yale (1951) ; parmi une cinquantaine d'autres livres sur l'écriture, le langage, l'histoire, la politique et la voile, on trouve dans ses œuvres une série de romans mettant en scène l'agent secret de la CIA Blackford Oakes (en). Buckley se désignait en public et en privé soit comme un libertarien, soit comme un conservateur,. Il habitait New York et Stamford, et signait souvent des initiales « WFB ».
Pratiquant catholique, il assistait souvent à la messe traditionnelle en latin dans le Connecticut[réf. nécessaire].
Il a été membre de la Skull and Bones, société d'étudiants de l'université Yale.
Il est décoré du Clare Boothe Luce Award (en) par la Heritage Foundation.